# Kürt (település)
Kürt (szlovákul Strekov) falu Szlovákiában, a Nyitrai kerületben, az Érsekújvári járásban. Közigazgatási területe 41,05 km². Cigléd (szl. Cegléd) és az elnéptelenedett Szent István-puszta (Štefan) tartozik hozzá. Híres bortermelő község.

## Fekvése
Kürt a Párizsi-patak völgyében fekszik, Érsekújvártól 20 km-re délnyugatra, Komáromtól 32 km-re északkeletre. Közelében halad az Érsekújvárt Párkánnyal (27 km) összekötő 509-es főút, valamint vasútvonal (megállóhely). A falutól keletre a Dunamenti-dombvidék dombsora húzódik, mely korábban Komárom vármegye keleti határát alkotta. A dombok lejtőin szőlőtermesztés folyik. Határában található részben a párizsi mocsarak nevű természetvédelmi terület.
Kürt közigazgatásilag a következő községekkel (5) határos: Kisújfalu (délkelet), Szőgyén (kelet), Bátorkeszi (dél), Perbete (nyugat), Fűr (észak).

## Élővilága

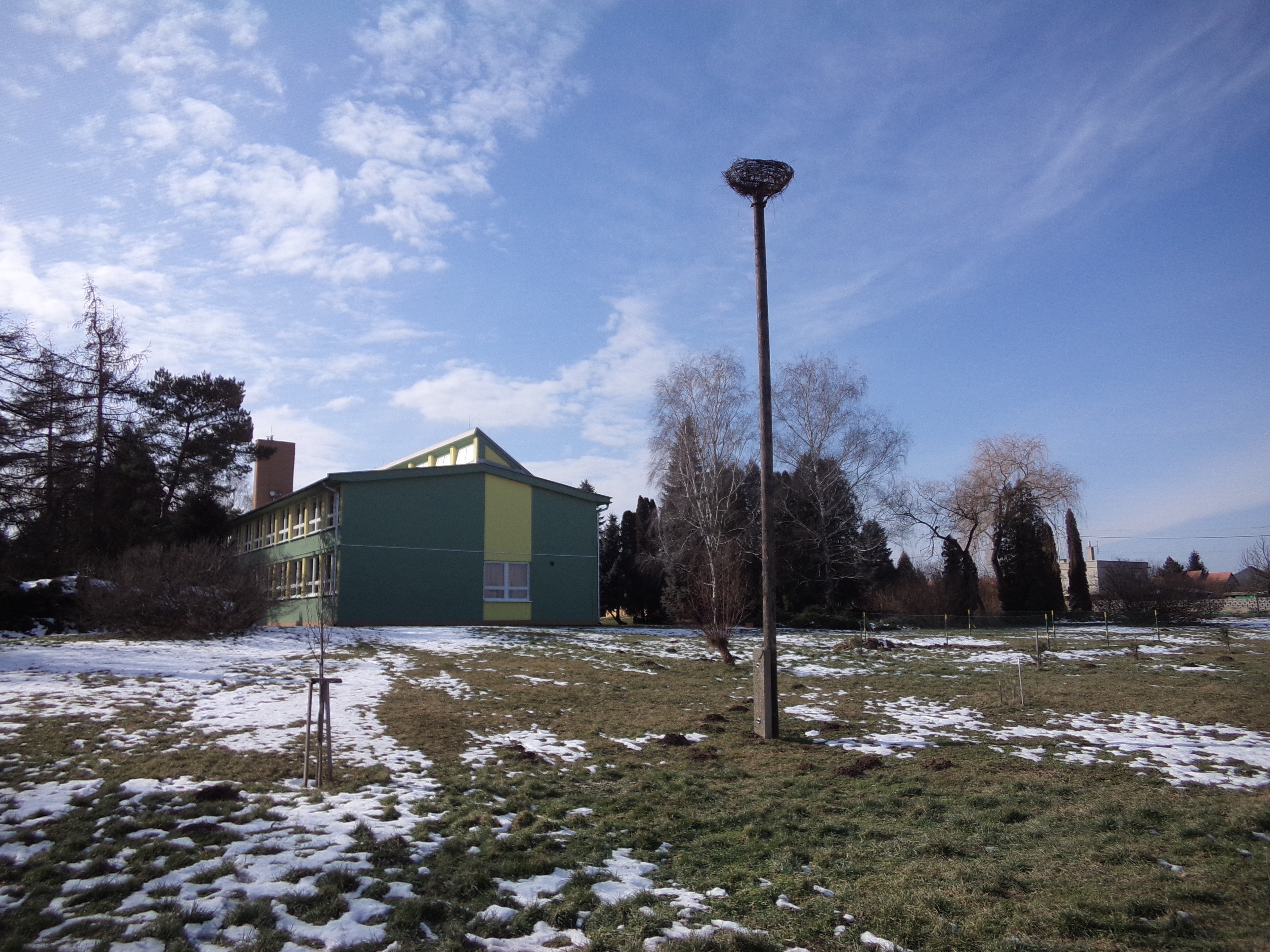
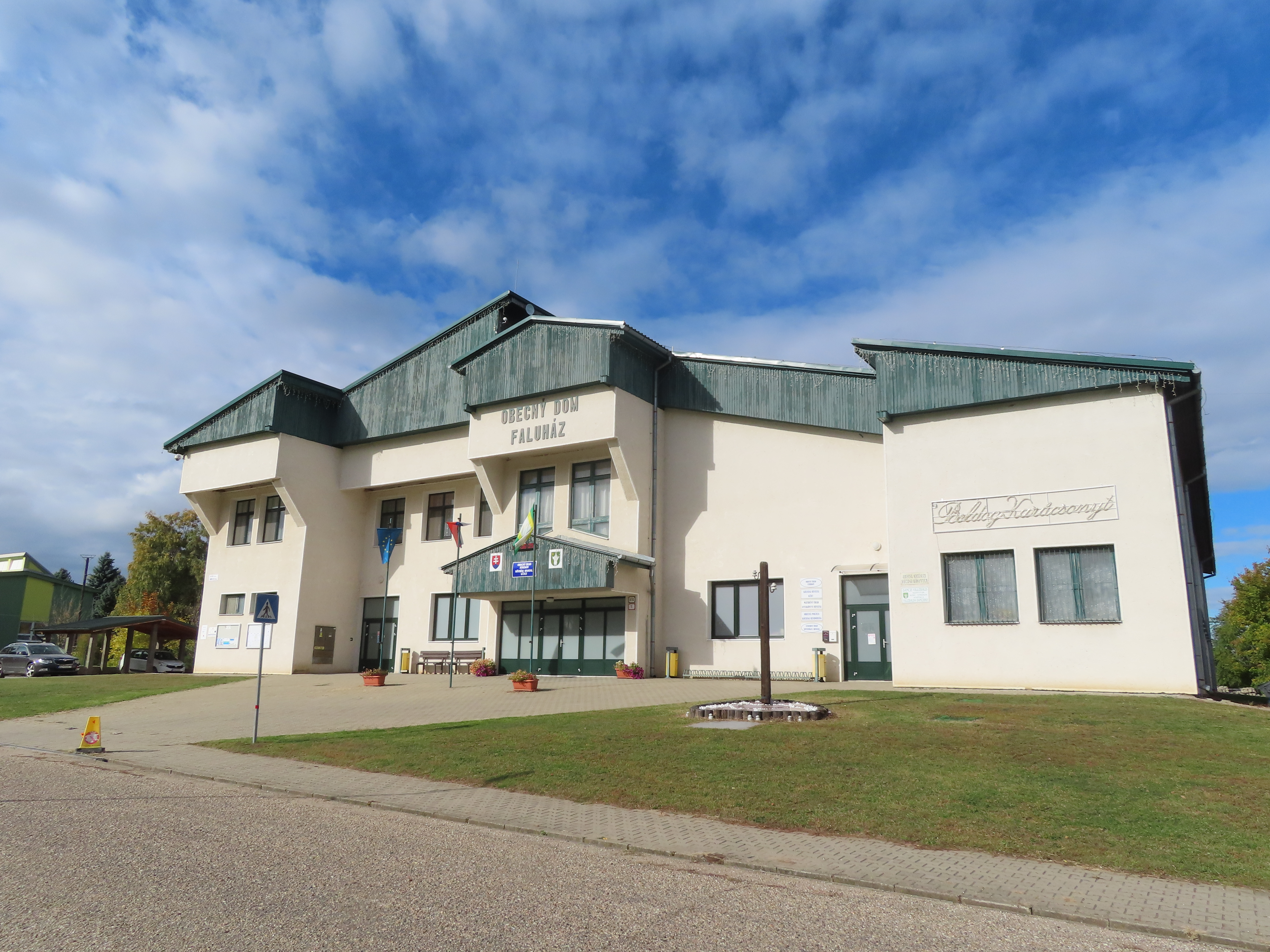
2021
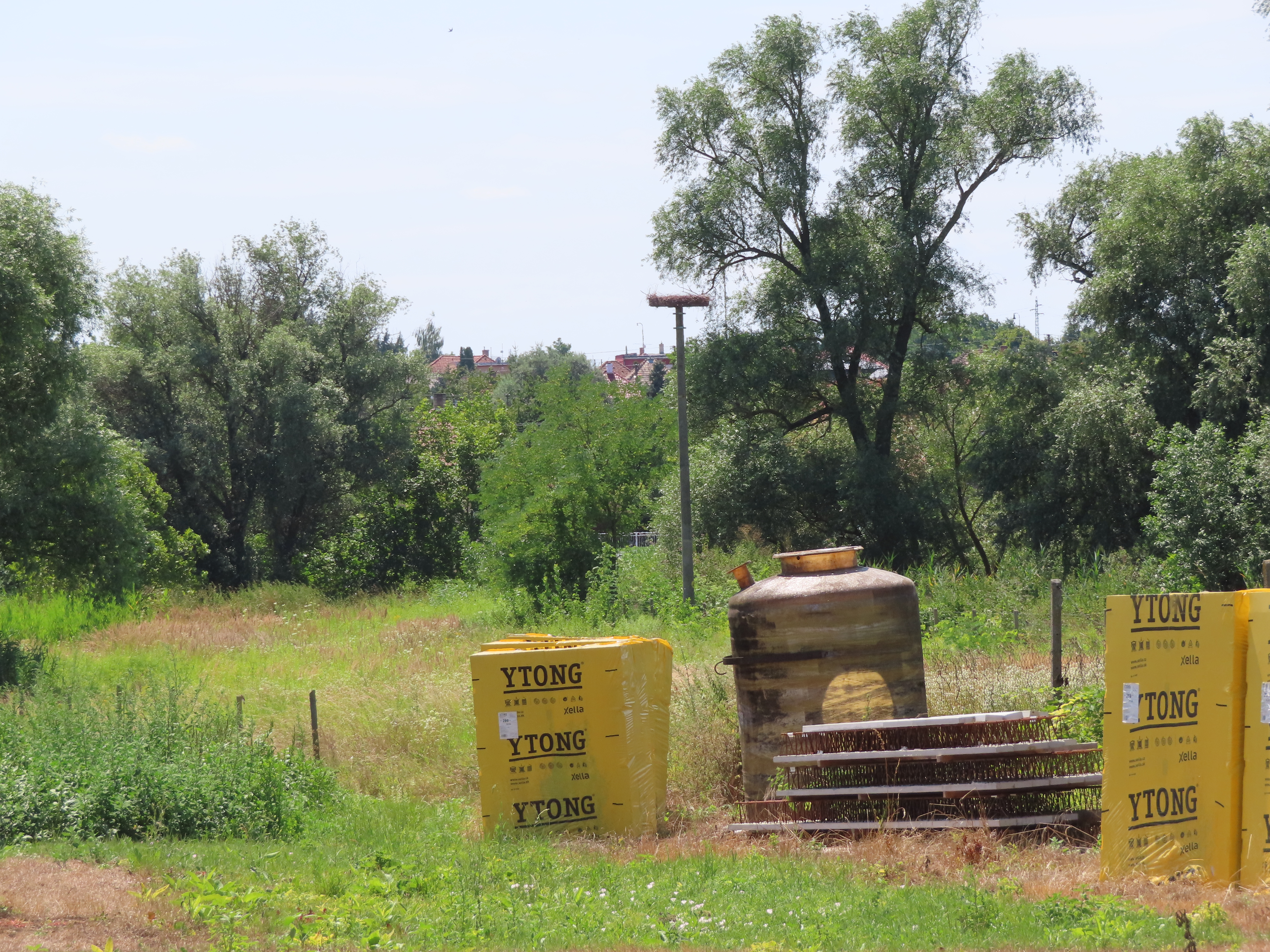
2023

2014-ben gólyafészek alátétet állítottak a faluban, az iskola és a községháza között. További alátét a templom közelében is található.

## Nevének eredete
Neve a magyar honfoglaló törzs, a Kürtgyarmat nevéből származik. Meglepő, hogy e törzs tagjai eleinte a mai Baranya vármegye területén telepedtek le, s csak később, I. István uralkodásának idején szórattak szét. Nyilván így kerültek a mai Kürt község területére is.
Észak, észak-nyugat felé haladva:

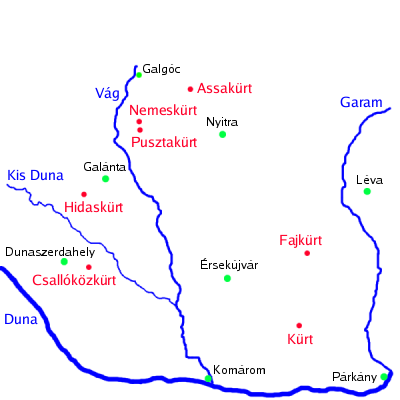
Kürt falunevek elhelyezkedése Nyugat-Szlovákiában

- Fajkürt (Dedinka – Észak 18 km)
- Assakürt (Nové Sady – Észak 68 km)
- Nemeskürt (Zemianske Sady – Észak 65 km)
- Pusztakürt (Pusté Sady – Észak 62 km)
- Hidaskürt (Mostová – Észak-nyugat 63 km)
- Csallóközkürt (Ohrady – Nyugat 54 km)

## Története
Első írásos említése 1075-ből származik. A korai középkorban templomos hely volt, pálos rendi remeték éltek itt. A 13. századi oklevelek egy Szent Tamás tiszteletére emelt templomot emlegetnek Kürtön.
A török betörések idején a falu elpusztult. Az esztergomi érsekség birtokán 1597-ben végeztek kárfelmérést. Később az esztergomi érsekség birtokaként újratelepült. Temploma 1733-ban leégett, majd az újjáépített templomot az 1755. évi földrengés döntötte le.
Fényes Elek Komárom vármegye leírása (1848) című munkájában így ír a faluról: Kürth magyar f. Esztergom vármegye szélén, ut. posta Perbete. Van 1748 kath., 3 ágostai, 15 zsidó lakosa, kath. anyaegyháza. Határa csak kis részben hegyes, jobbára szép és igen termékeny rónaság. Búzája aczélos; bora jó. Régi szabályzatlan jobbágytelket, 36 hold szántófölddel (egy egésztelek kaszálóval, belső telekkel 63 holdra is felmegy), 56-ot számlál, s ezeket 3 egész, egy 1/2 telkes, egy 1/4, 49 féltelkes, három negyedes, 83 negyedes gazda míveli. Az uraságnak itt semmi majorsága nincs, hanem a kovácsházhoz 1/4 , a mészárszékhez 1/2, s a vendégfogadóhoz is 1/2 telek adatott. Van 2 nemescsaládja és 24 mesterembere, u. m. 1 mészáros, 3 kovács, 8 takács, 3 bognár, 5 csizmadia, 2 szűcs. Földesura az esztergomi érsek.
A 20. század elején számos távírász lakott a faluban, akik az egész országot bejárva építették ki a telefonos hálózatot. A trianoni békeszerződésig Komárom vármegye Udvardi járásához tartozott. 1945 után számos magyar lakost kitelepítettek a kisnánai szlovák lakosság betelepítésével párhuzamosan. 1954-ben kritikával illették a falu szervezeteit. Az 1960-as években híres 8 tagú cigányzenekar működött a faluban.

## Népessége
| Év:            | 1994. | 2004.   | 2014.    | 2024.   |
| -------------- | ----- | ------- | -------- | ------- |
| Emberek száma: | 2327  | 2216    | 1989     | 1872    |
| Eltérés:       |       | -4,77 % | -10,24 % | -5,88 % |

| Év:            | 2023. | 2024.   |
| -------------- | ----- | ------- |
| Emberek száma: | 1891  | 1872    |
| Eltérés:       |       | -1,00 % |

1880-ban 2418 lakosából 2219 magyar és 49 szlovák anyanyelvű volt.
1890-ben 2508 lakosából 2465 magyar és 22 szlovák anyanyelvű volt.
1900-ban 2643 lakosából 2623 magyar és 18 szlovák anyanyelvű volt.
1910-ben 2772 lakosából 2751 magyar és 7 szlovák anyanyelvű volt.
1921-ben 2829 lakosából 2737 magyar és 60 csehszlovák volt.
1930-ban 3042 lakosából 2830 magyar, 124 csehszlovák, 57 zsidó, 3 német és 28 állampolgárság nélküli volt. Ebből 2954 római katolikus, 66 izraelita, 10 evangélikus, 9 református és 3 egyéb vallású volt.
1941-ben 3079 lakosából 3039 magyar és 11 szlovák volt.
1970-ben 3112 lakosából 2871 magyar és 235 szlovák volt.
1980-ban 2754 lakosából 2507 magyar és 239 szlovák volt.
1991-ben 2394 lakosából 2181 magyar és 190 szlovák volt.
A 2001-es népszámláláskor 2233 lakosa volt, ebből 1983 magyar (88,8%) és 213 szlovák (9,54%) nemzetiségű volt.
2011-ben 2086 lakosából 1708 magyar, 248 szlovák, 54 cigány és 68 ismeretlen nemzetiségű volt.
2021-ben 1926 lakosából 1538 (+29) magyar, 284 (+29) szlovák, 10 (+12) cigány, 8 egyéb és 86 ismeretlen nemzetiségű volt.

## Híres emberek
- Itt született 1910. október 16-án Danczi Villebald József, bencés tanár, nyelvész.
- Itt született 1928. április 5-én Halda Alíz tanár, politikus.
- Itt született 1951. október 19-én Pénzes István pedagógus, nyelvész, szakíró, szerkesztő, versenyszervező, helytörténetíró.
- Itt szolgált 1857-1866 között Majer István lelkész, tanár.
- Itt szolgált Ács Ferenc (1846-1917) plébános, teológiai tanár, költő.

## Nevezetességek

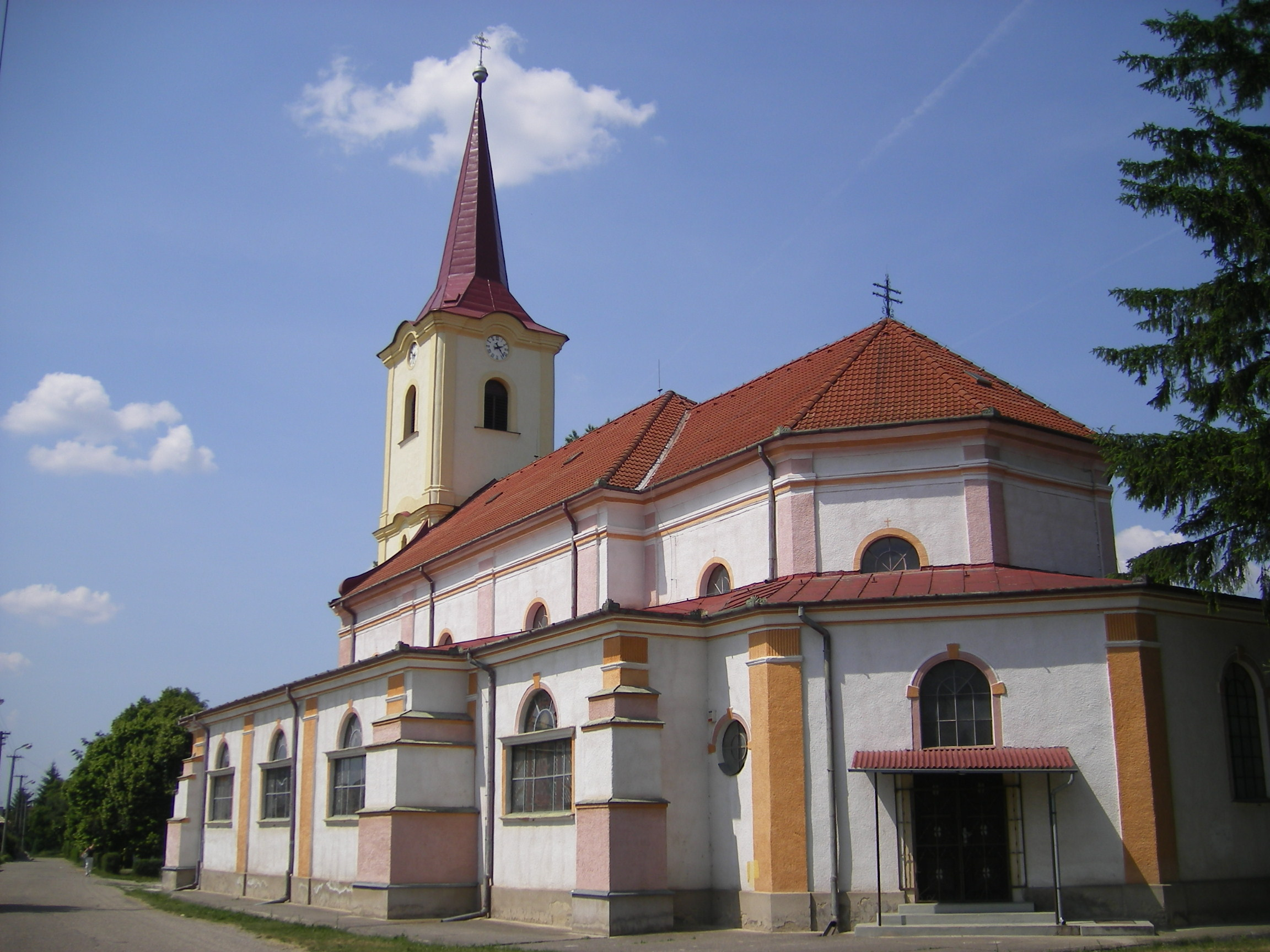
A katolikus templom

- A Mindenszenteknek szentelt római katolikus temploma a 18. századból származik. Valószínűleg a korábbi kürti templomok helyén épült fel. Legnagyobb átalakításon 1928-1929-ben ment át, amikor kibővítették. A templomban szép barokk keresztelőmedence és néhány barokk szobor található.
- A templom előtt áll a község 19. századi meghatározó személyiségének, Majer Istvánnak (1813-1893) a szobra, valamint az 1816-ban emelt Szeplőtelen Szűz Mária-szobra. Mögötte található egy 1798-ban emelt feszület.
- A templom melletti parkban áll a millenniumi emlékmű és a világháborúkban elesettek emlékműve, melyet 1926-ban emeltek.
- A Szűz Mária-kápolna Cigléden 1857-ből származik. Fontos búcsújáróhely. 1933-ban épült Szentkút és Kálvária is tartozik hozzá.
- A falu kataszterében számos szakrális kisemlék (útmenti kereszt, Mária-szobor stb.) található. Meg kell említeni az érsekújvári főút mellett levő Farkas-keresztet, mely egy kürti embernek az egykor itt élt farkasoktól való csodás megmeneküléséről kapta a nevét. A Nepomuki Szt. János-szobor 1775-ben épült.
- Kürti Kőtésfesztivál
- Kürti Borfesztivál

## Galéria

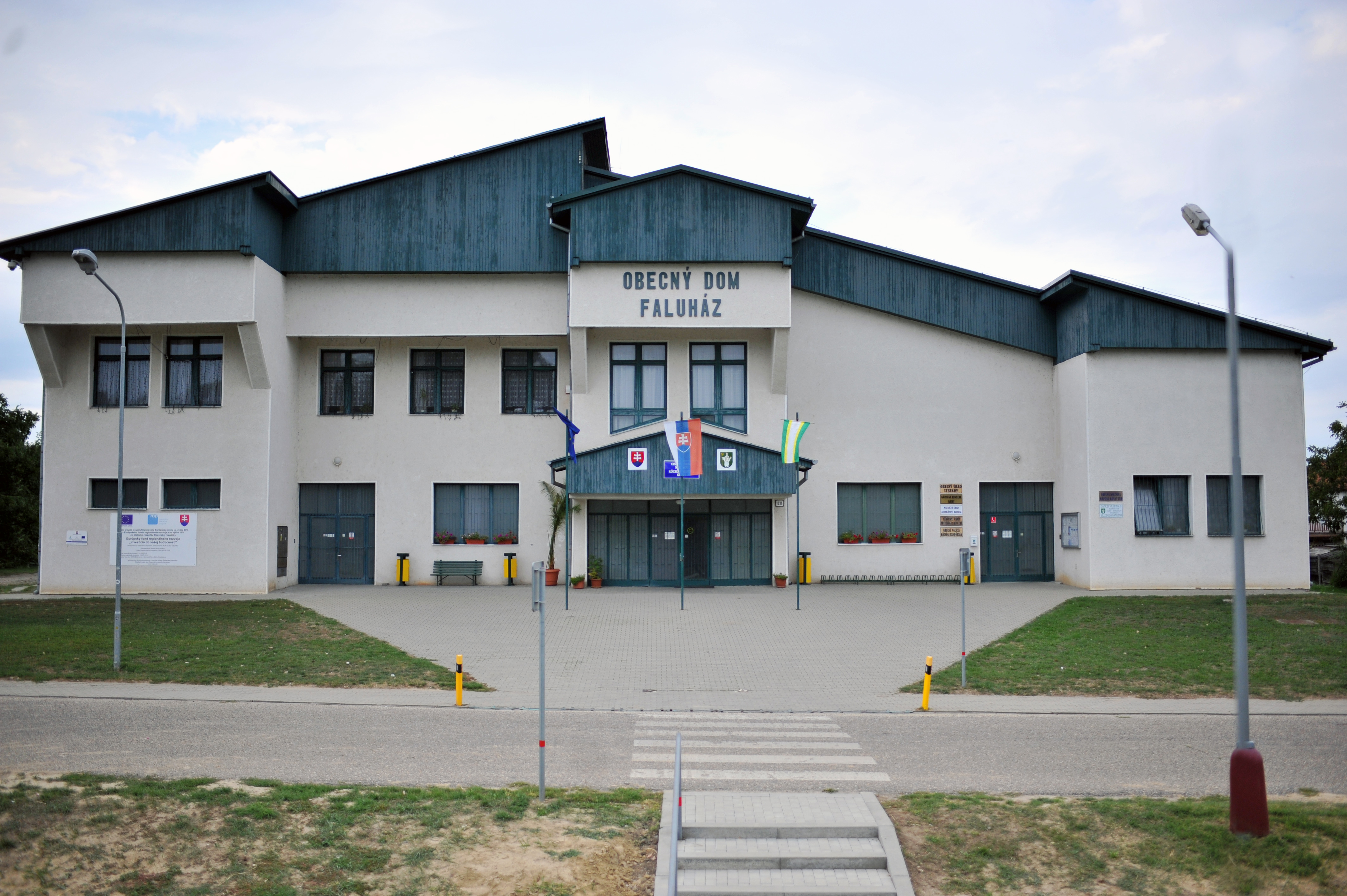
Faluház
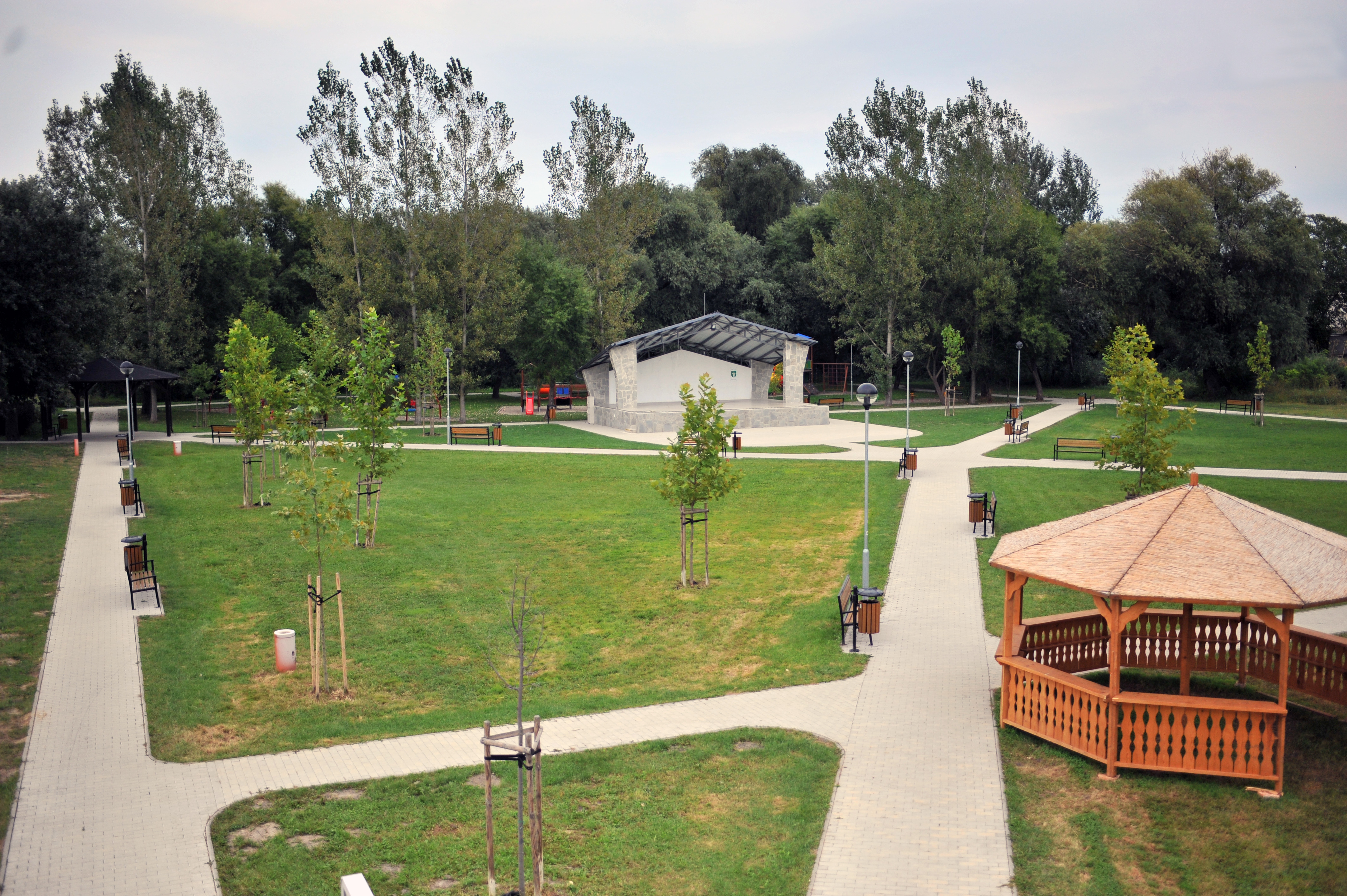
A Faluház előtti park szabadtéri színpaddal és játszótérrel
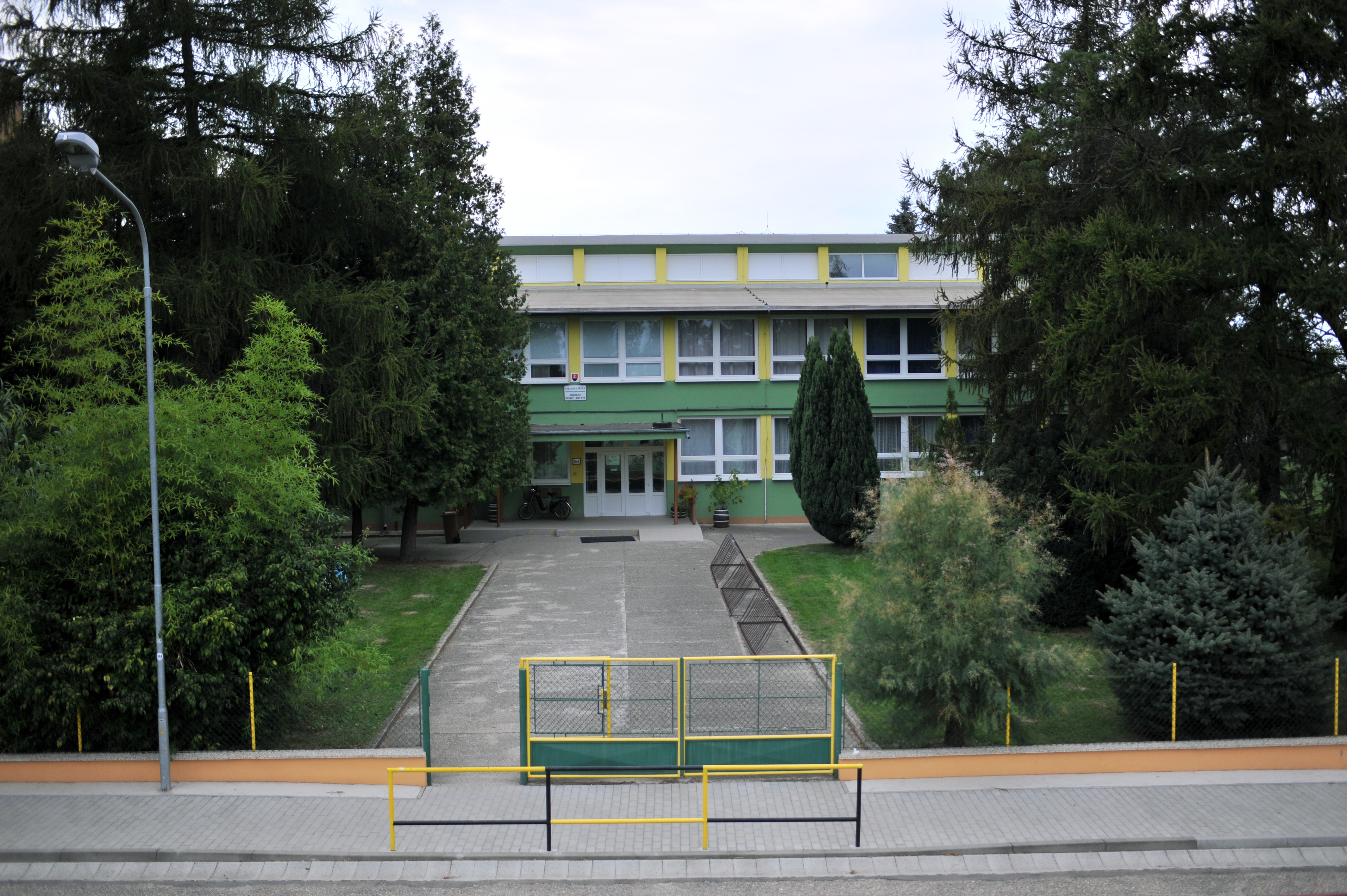
Magyar Tanítási Nyelvű Alapiskola Kürt
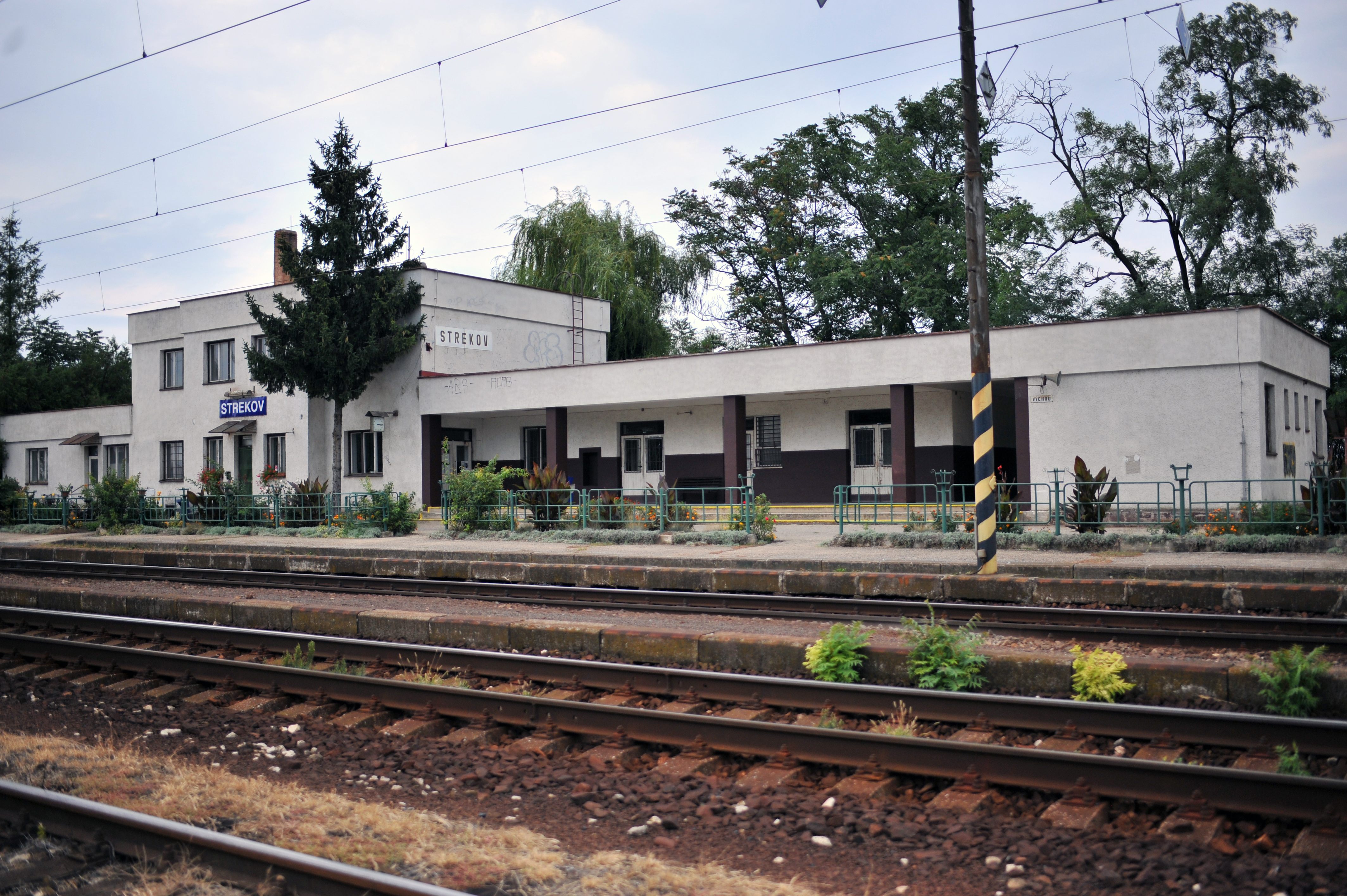
Kürt vasútállomása
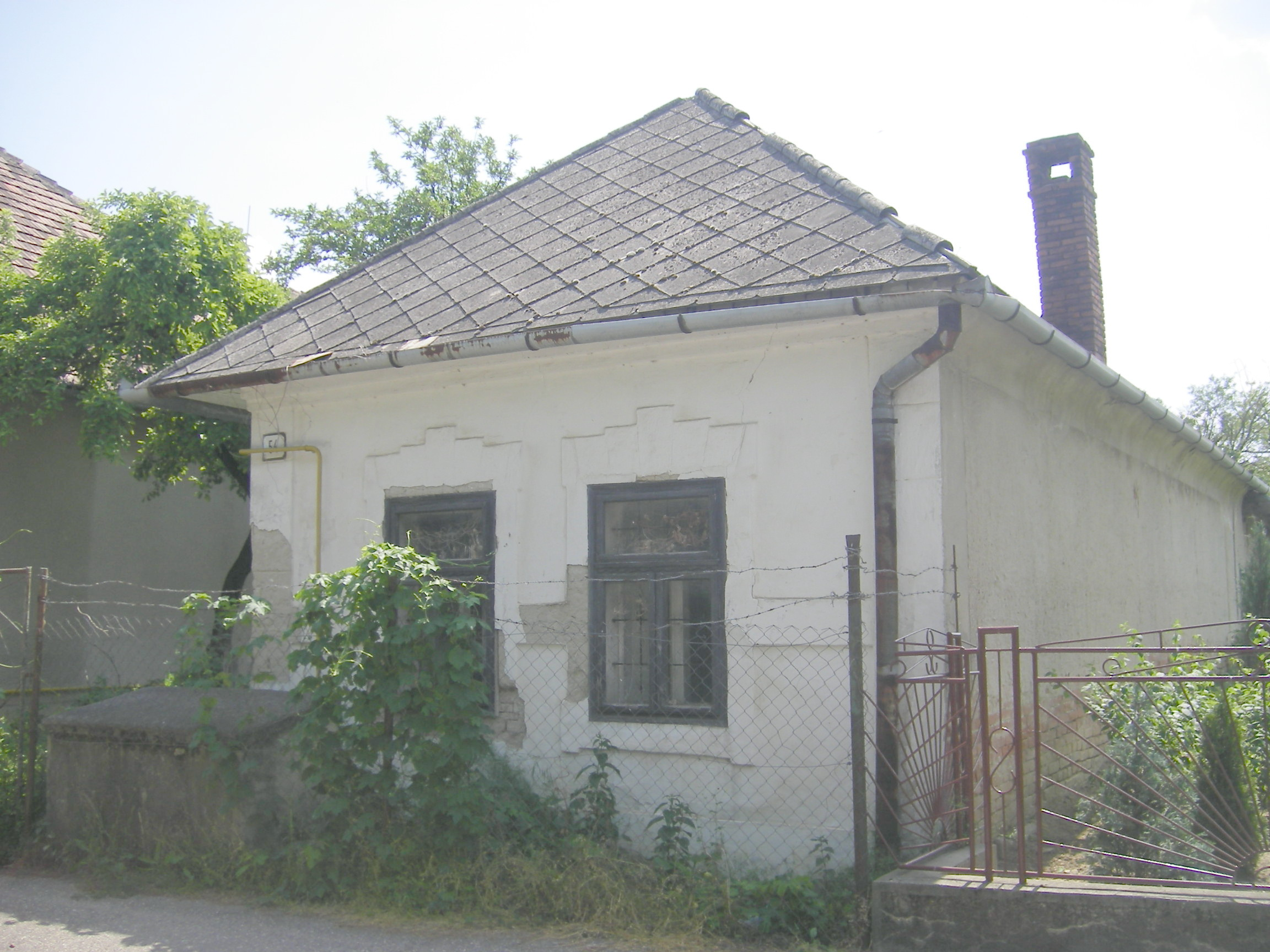
Régi ház a faluközpontban
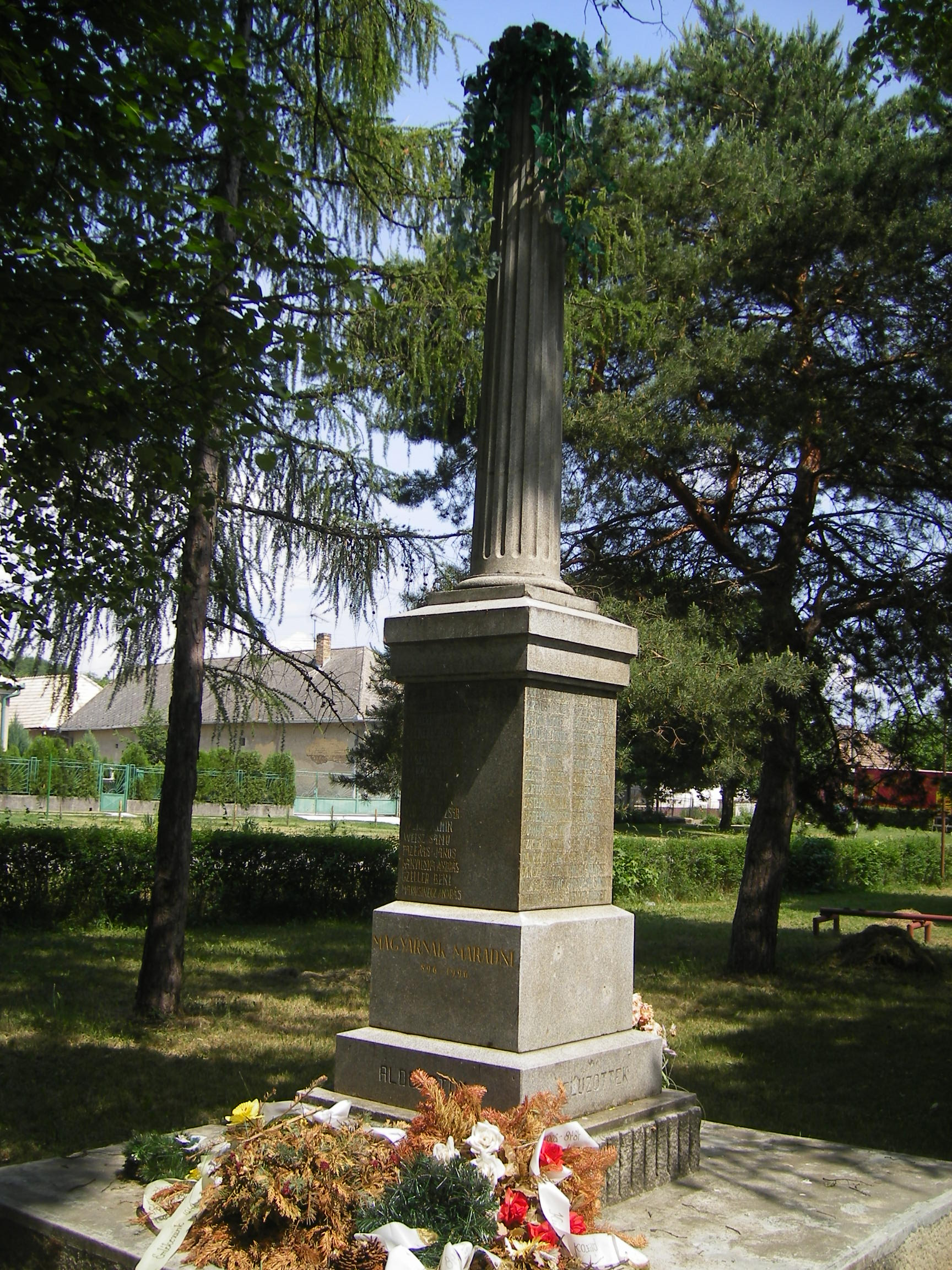
Világháborús emlékmű
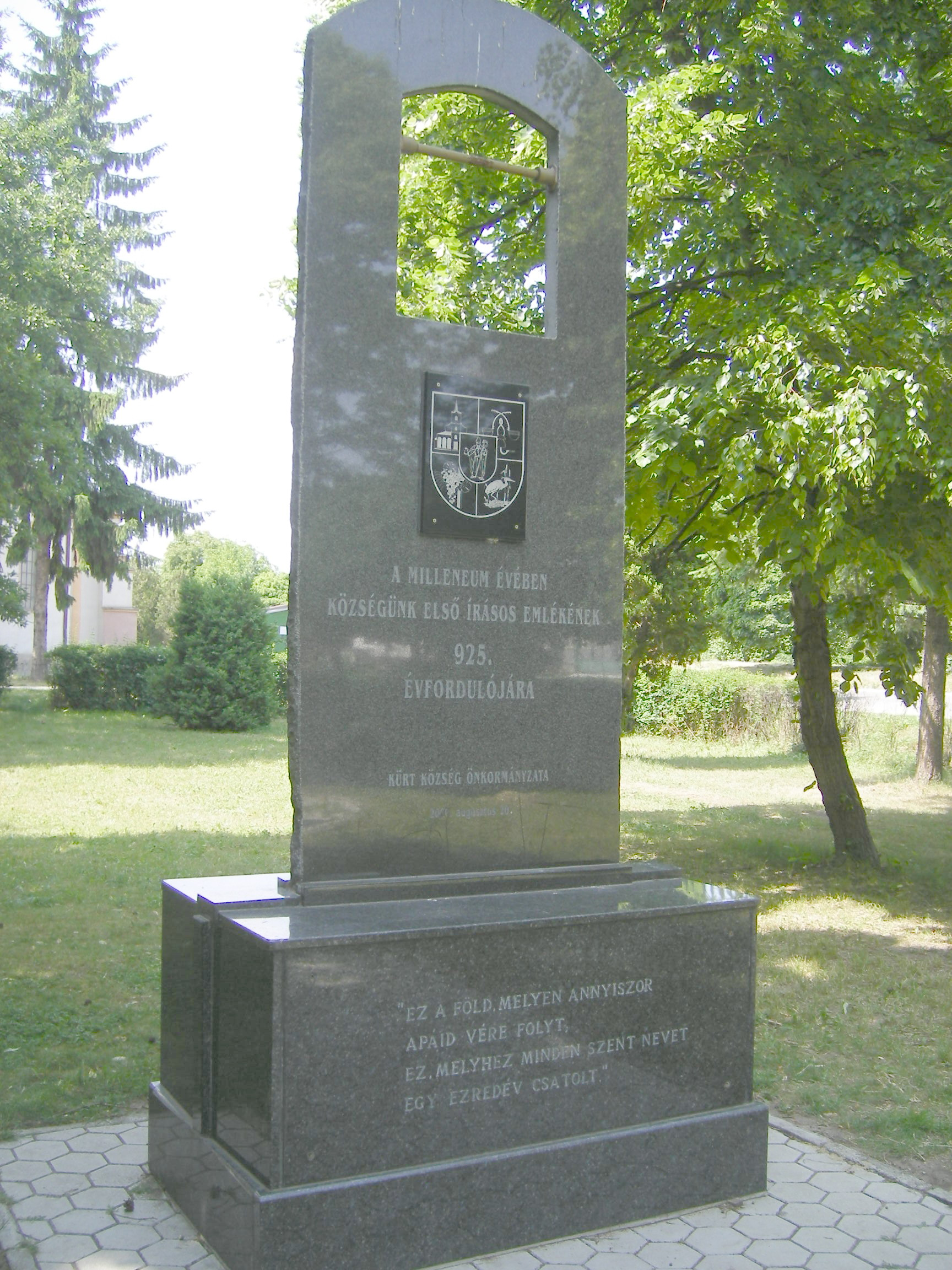
Millenniumi emlékmű
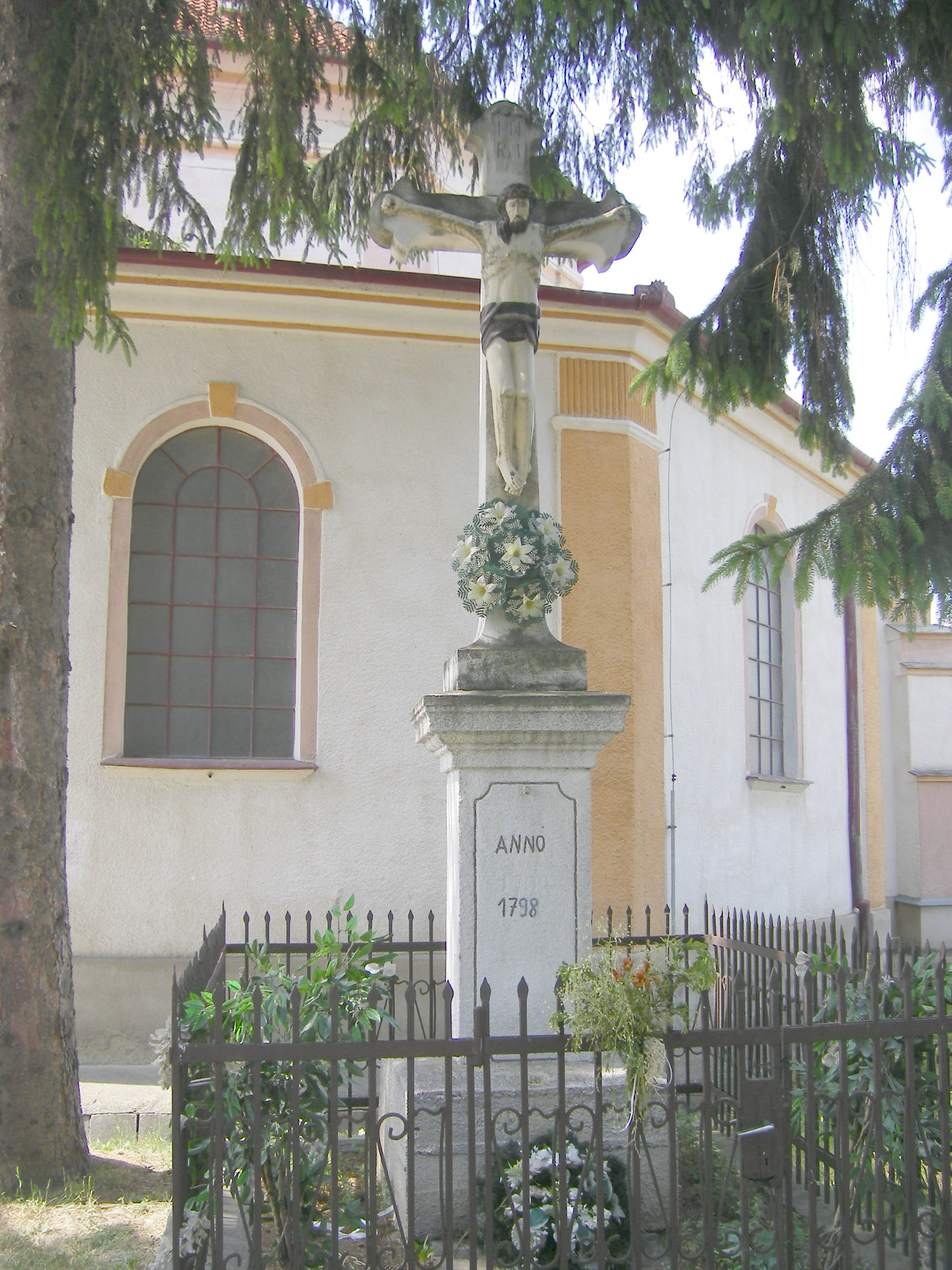
Feszület 1798-ból
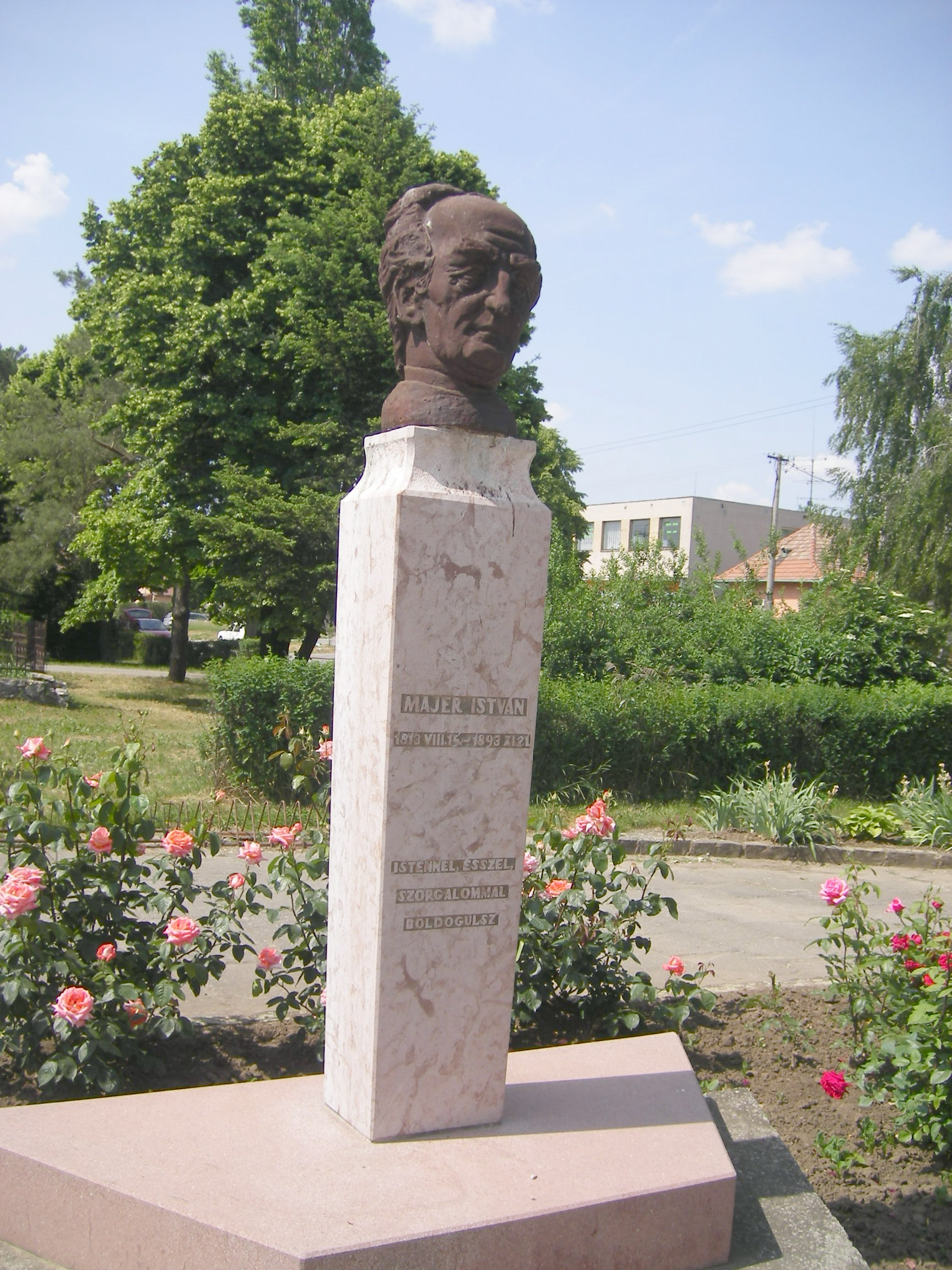
Majer István emlékműve
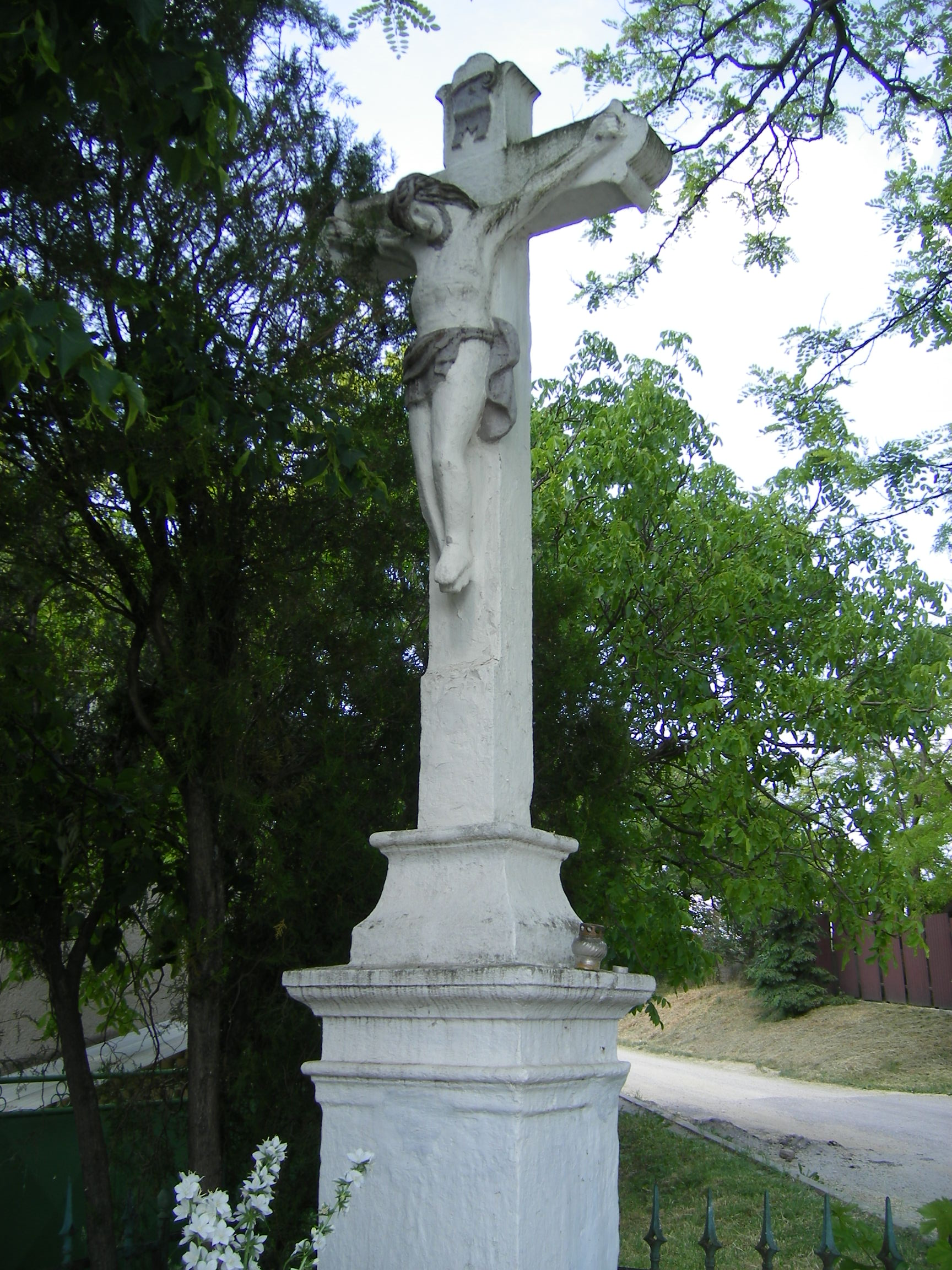
Kőkereszt
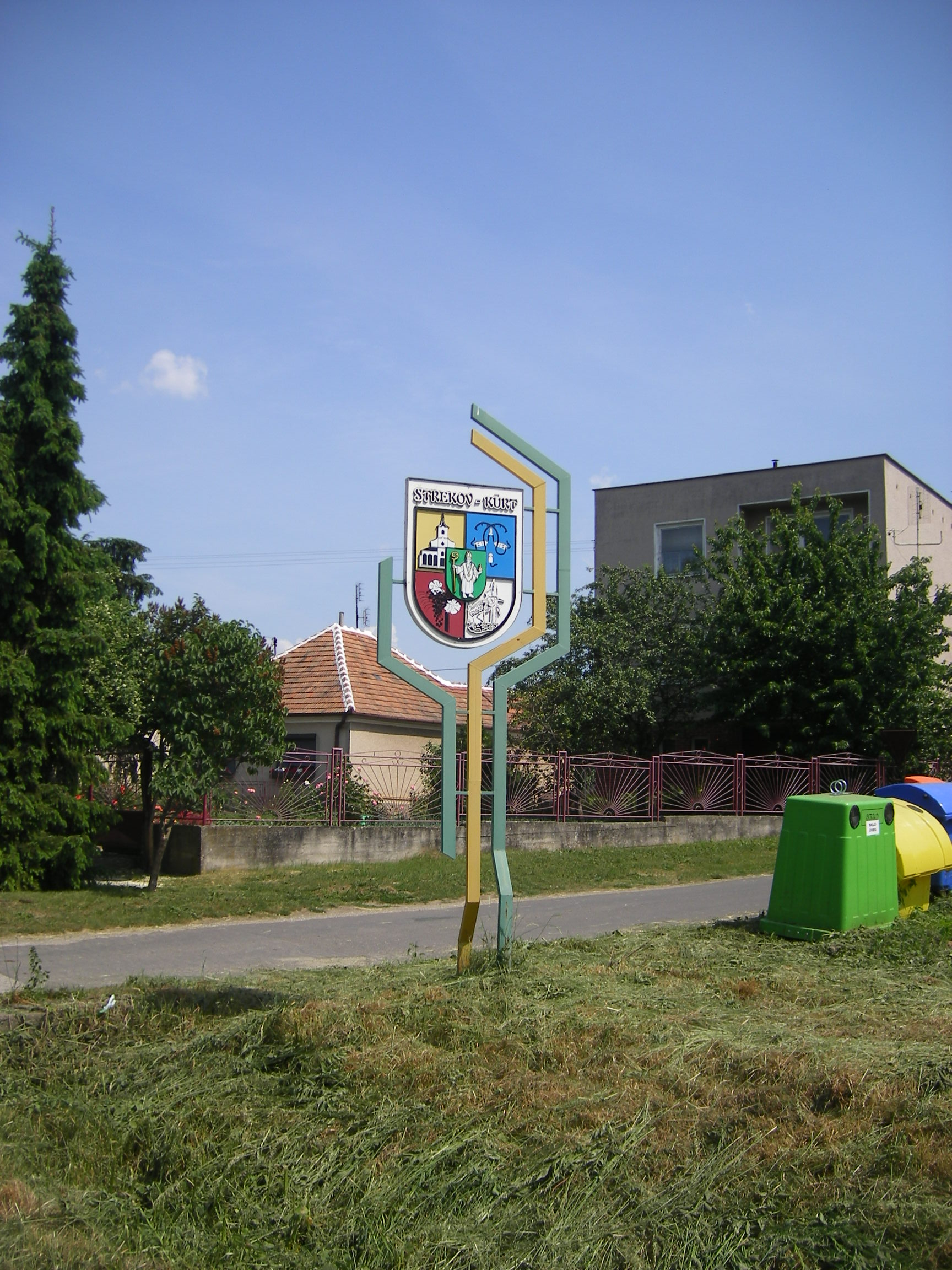
Címeres falutábla
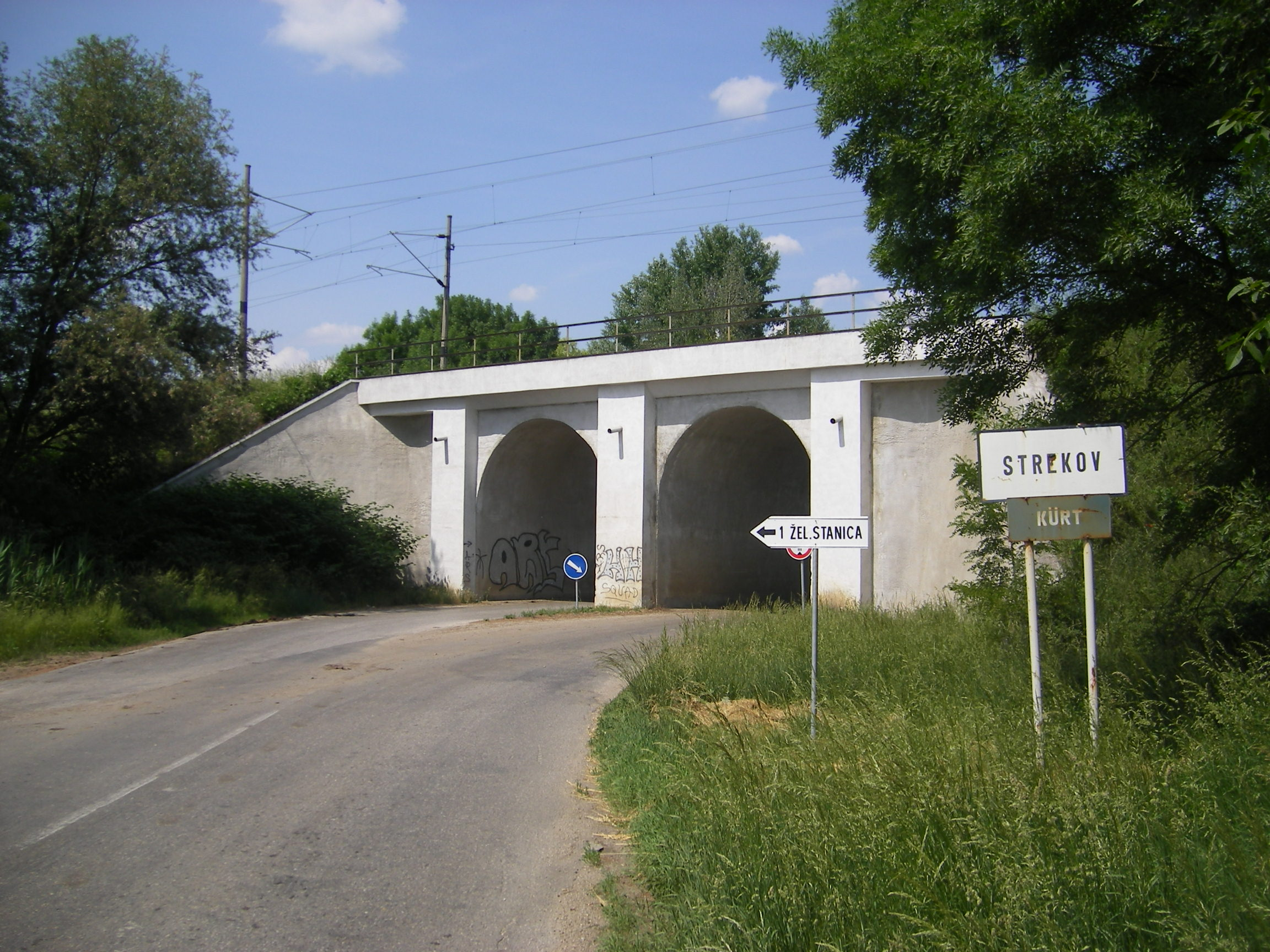
Az érsekújvár-párkányi vasútvonal keresztezésénél
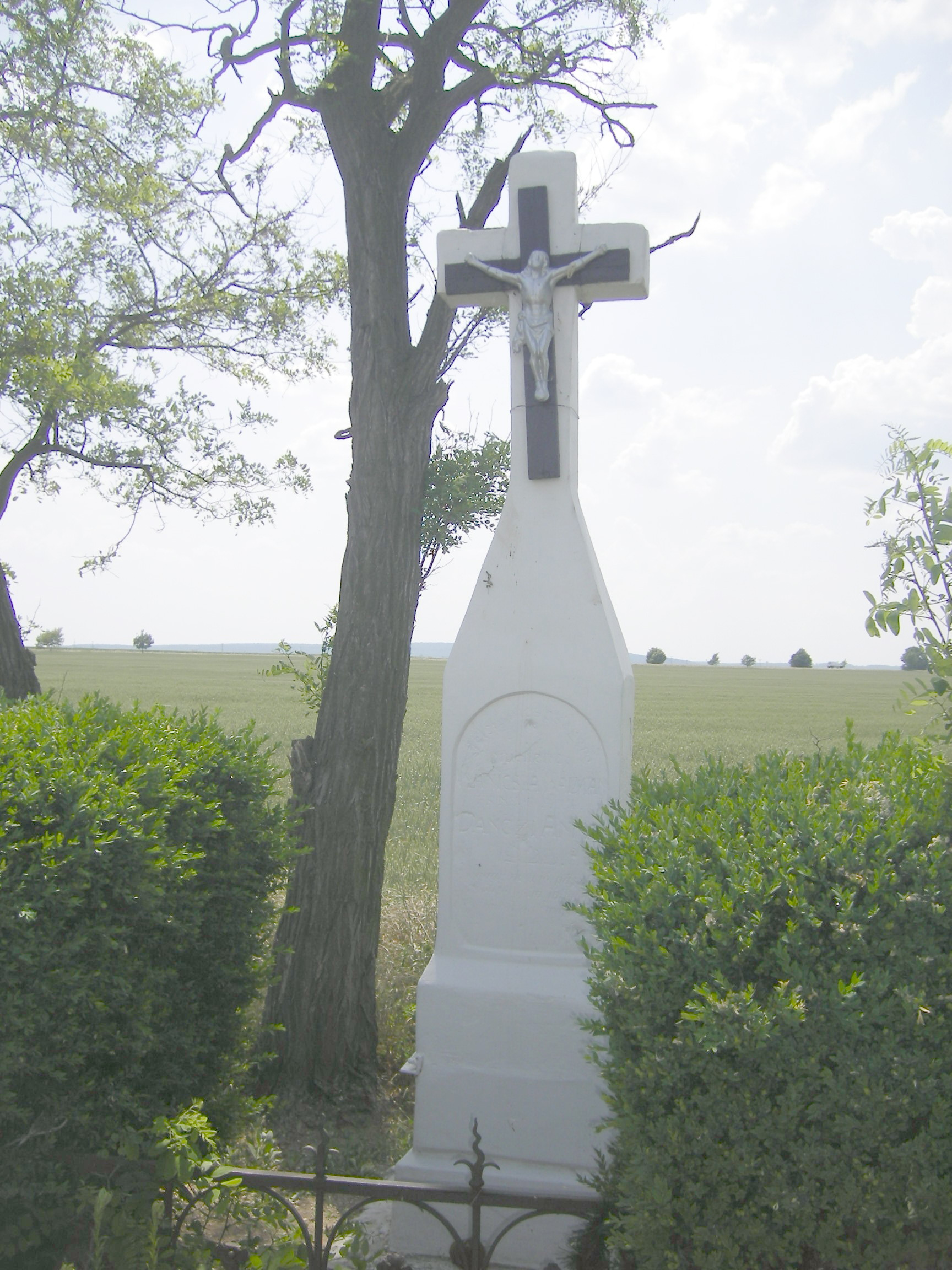
Danczi Anna által 1925-ben állított út menti feszület
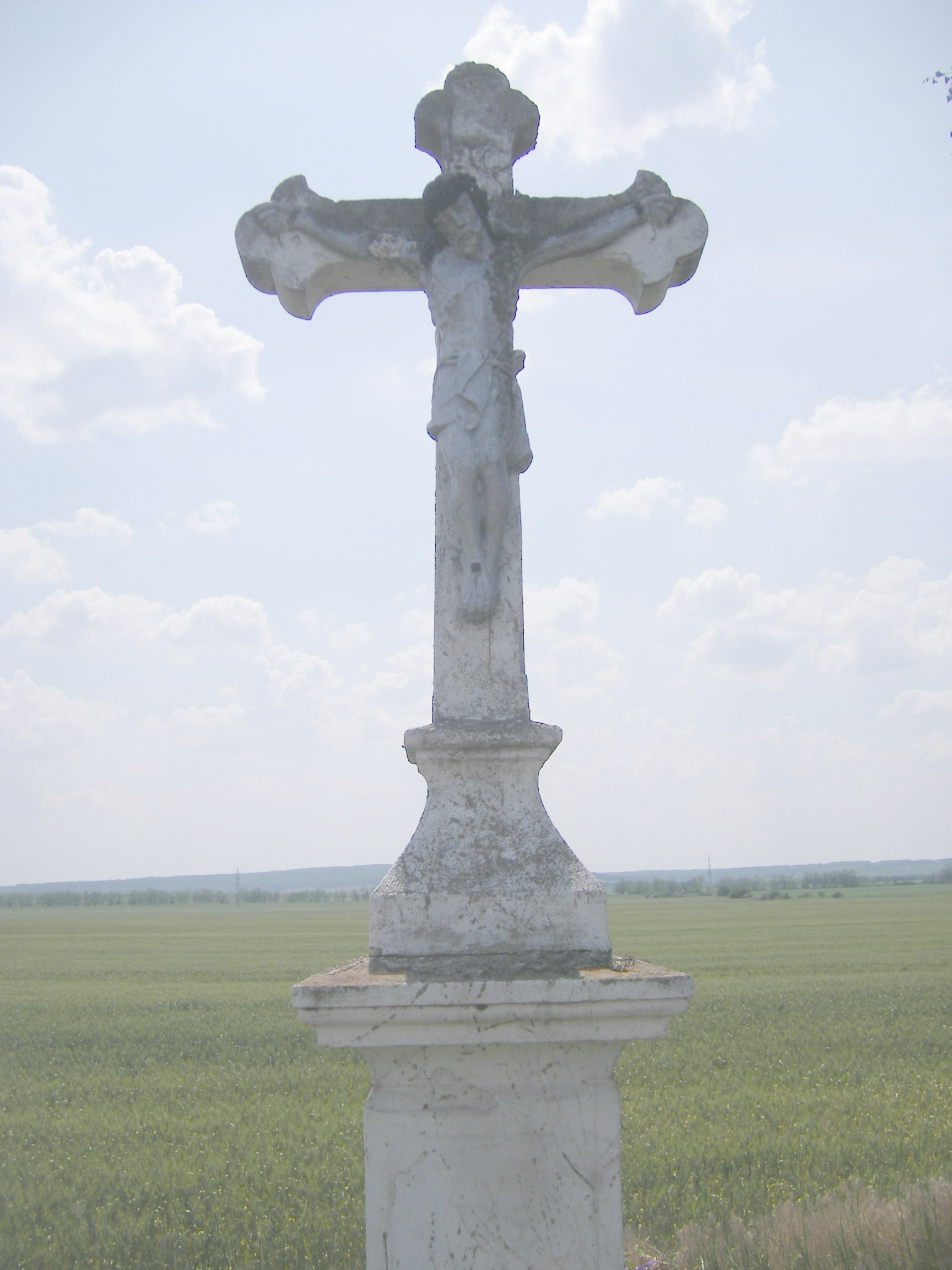
A Farkas-kereszt az 509-es főúton
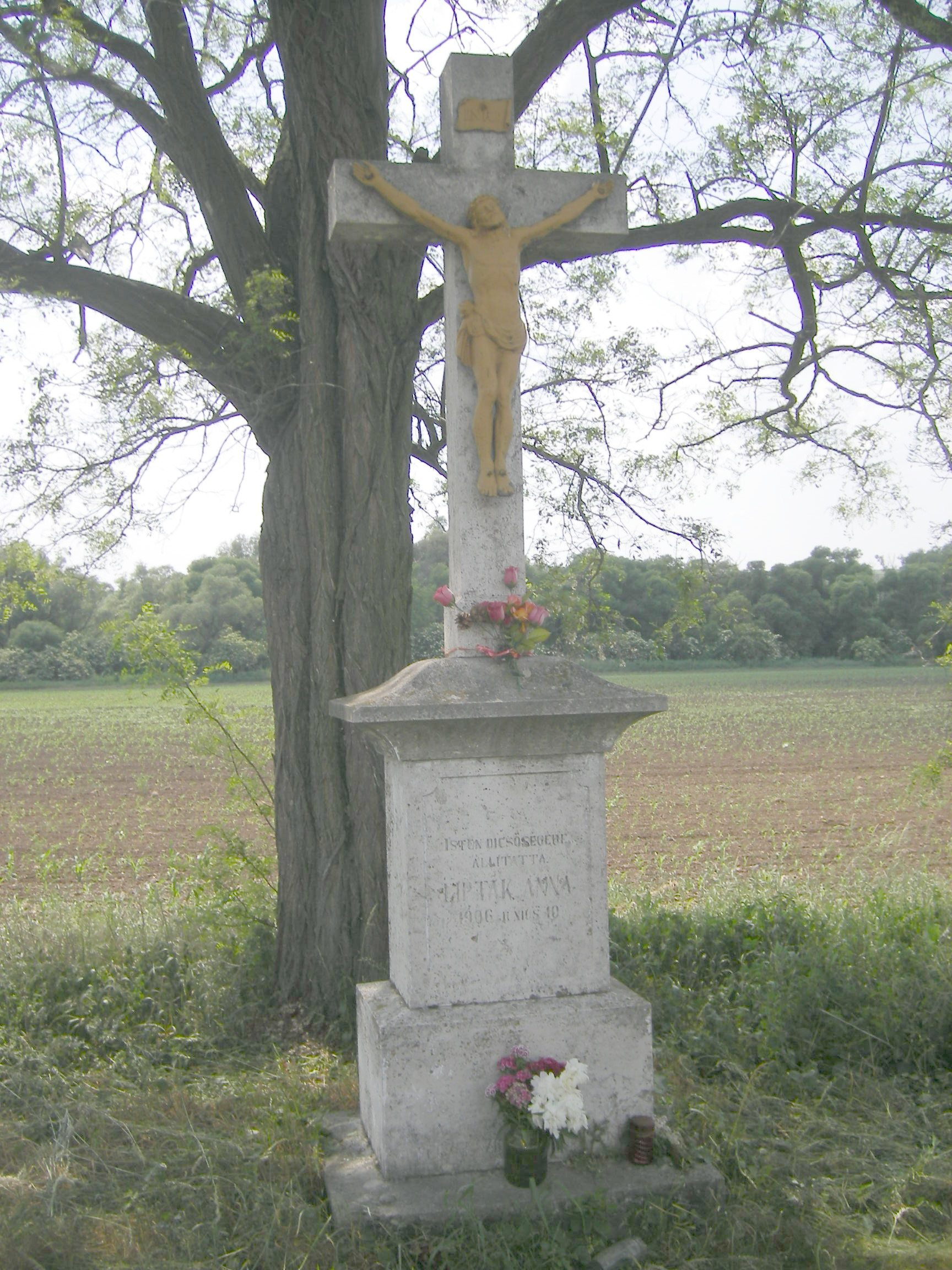
Feszület Kürt és Fűr között
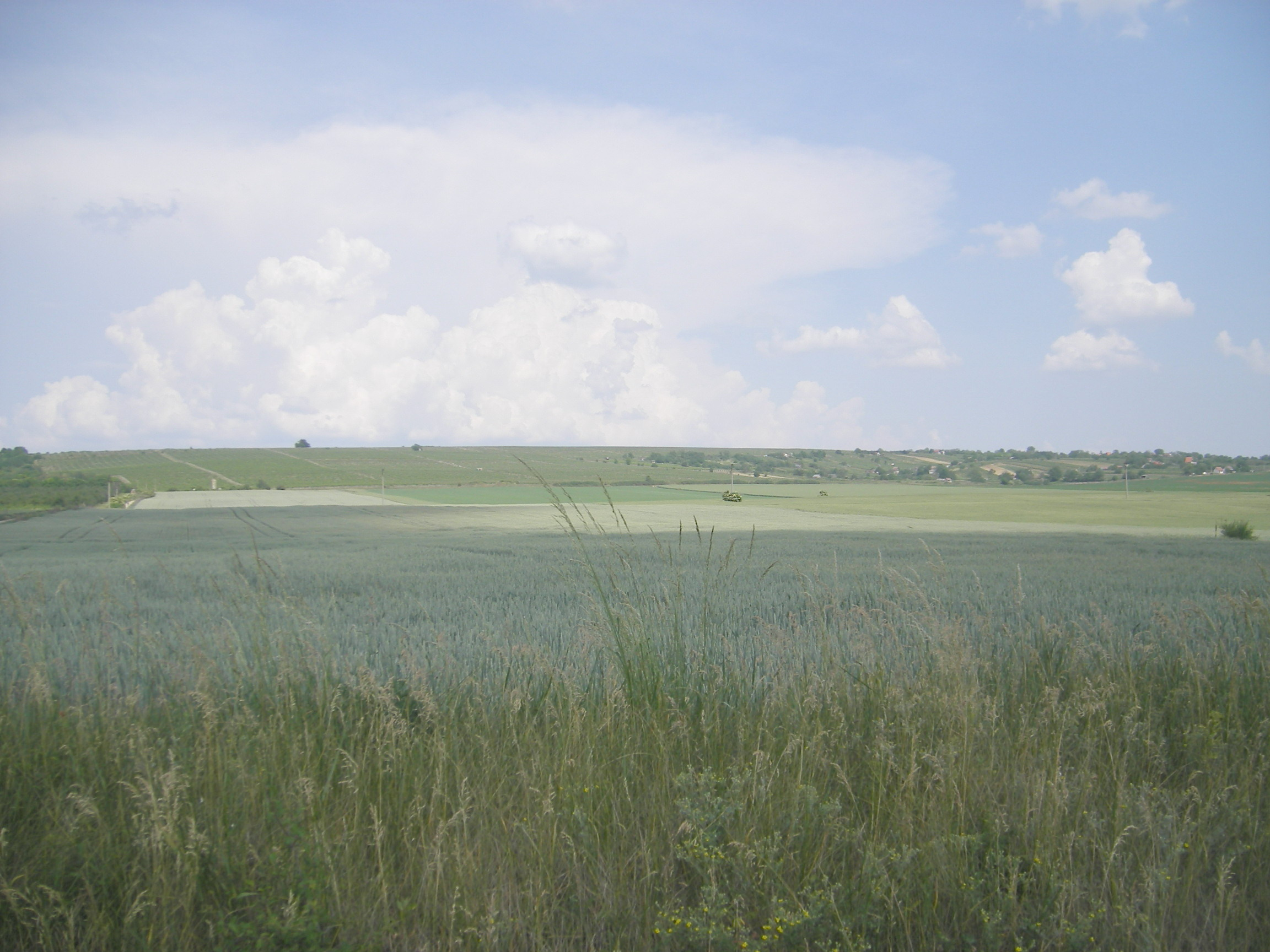
Tájkép Kürt és Fűr között

### Cigléd

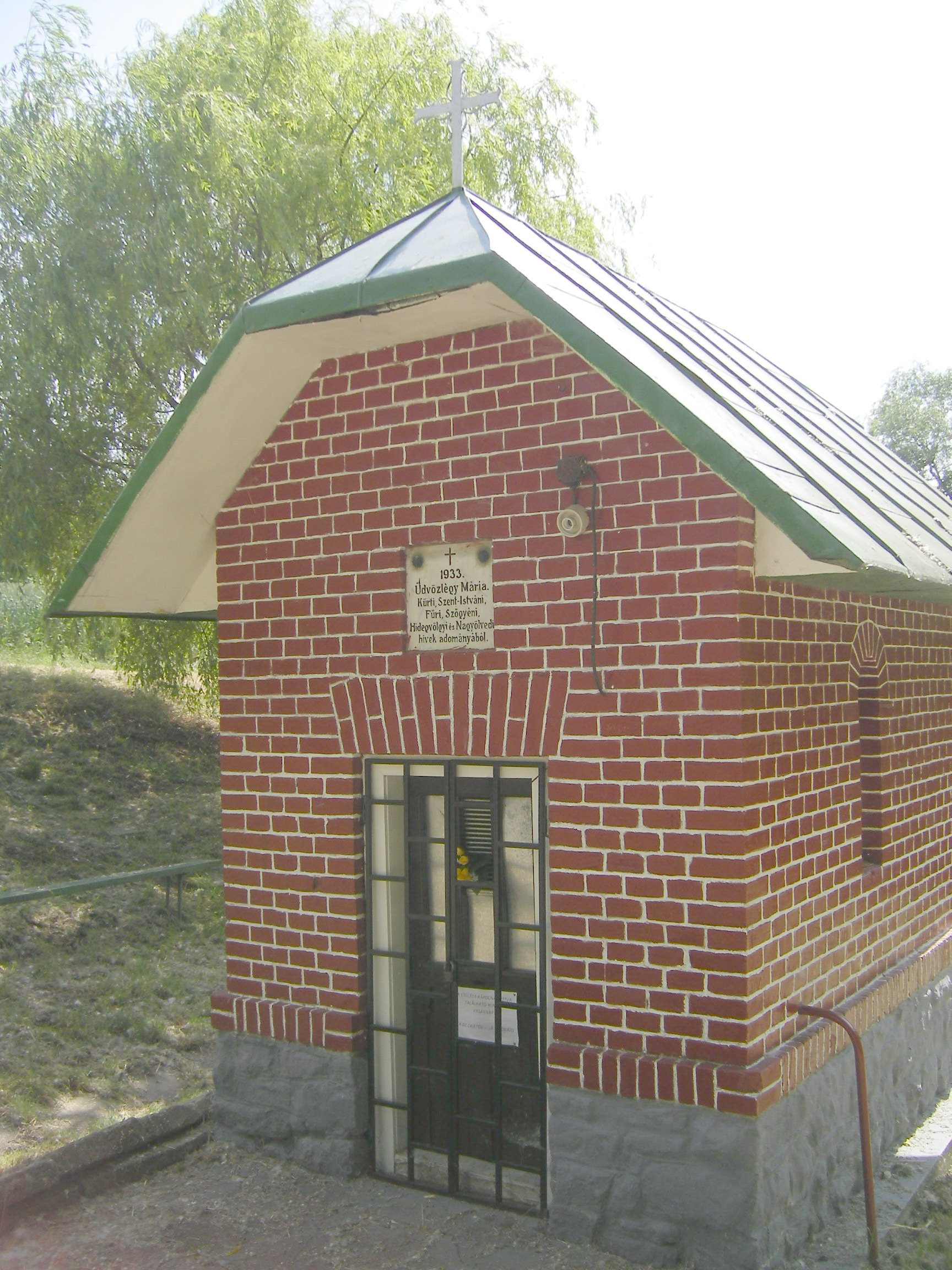
A ciglédi szentkút
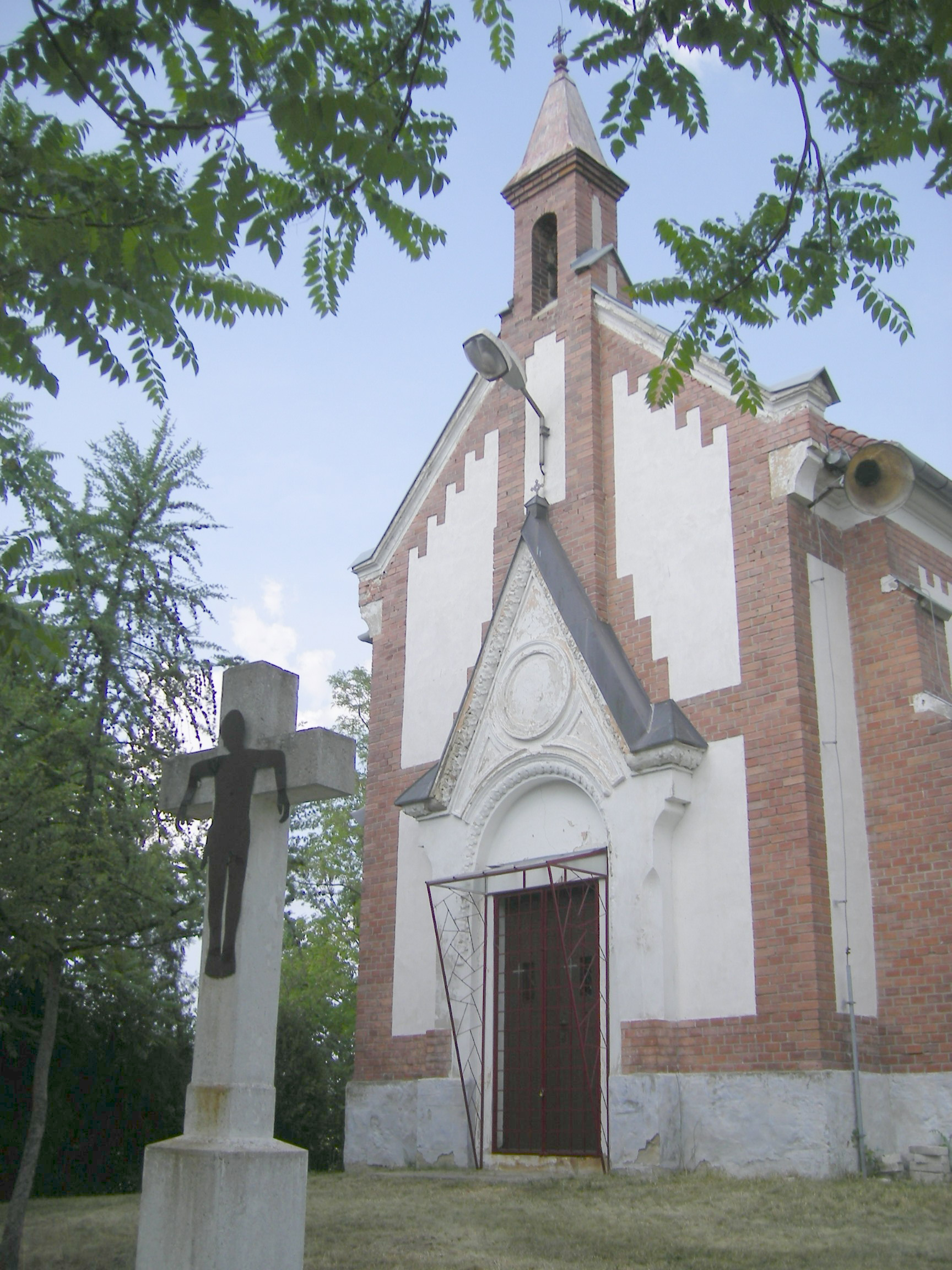
A ciglédi kápolna
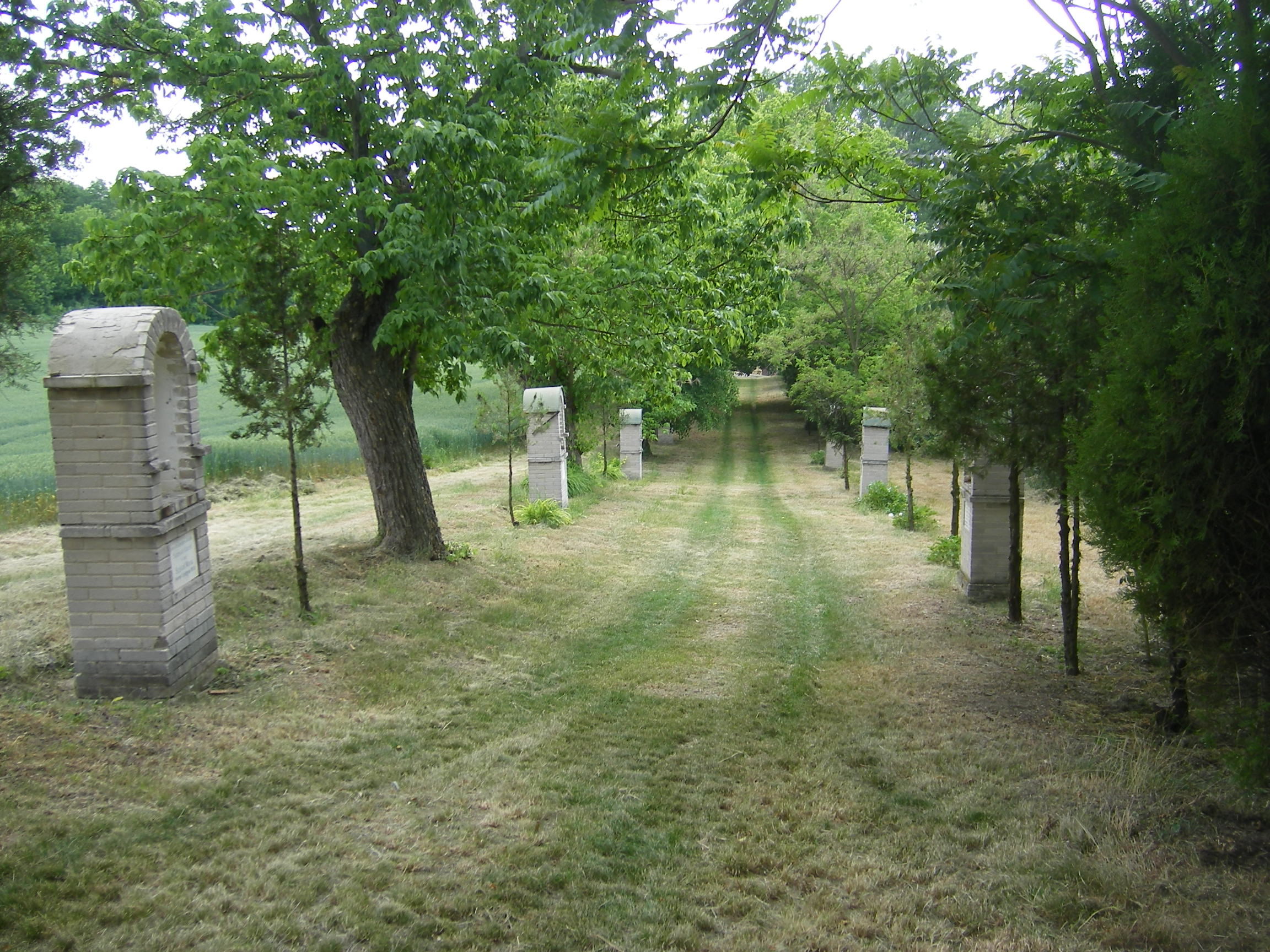
Ciglédi kálvária
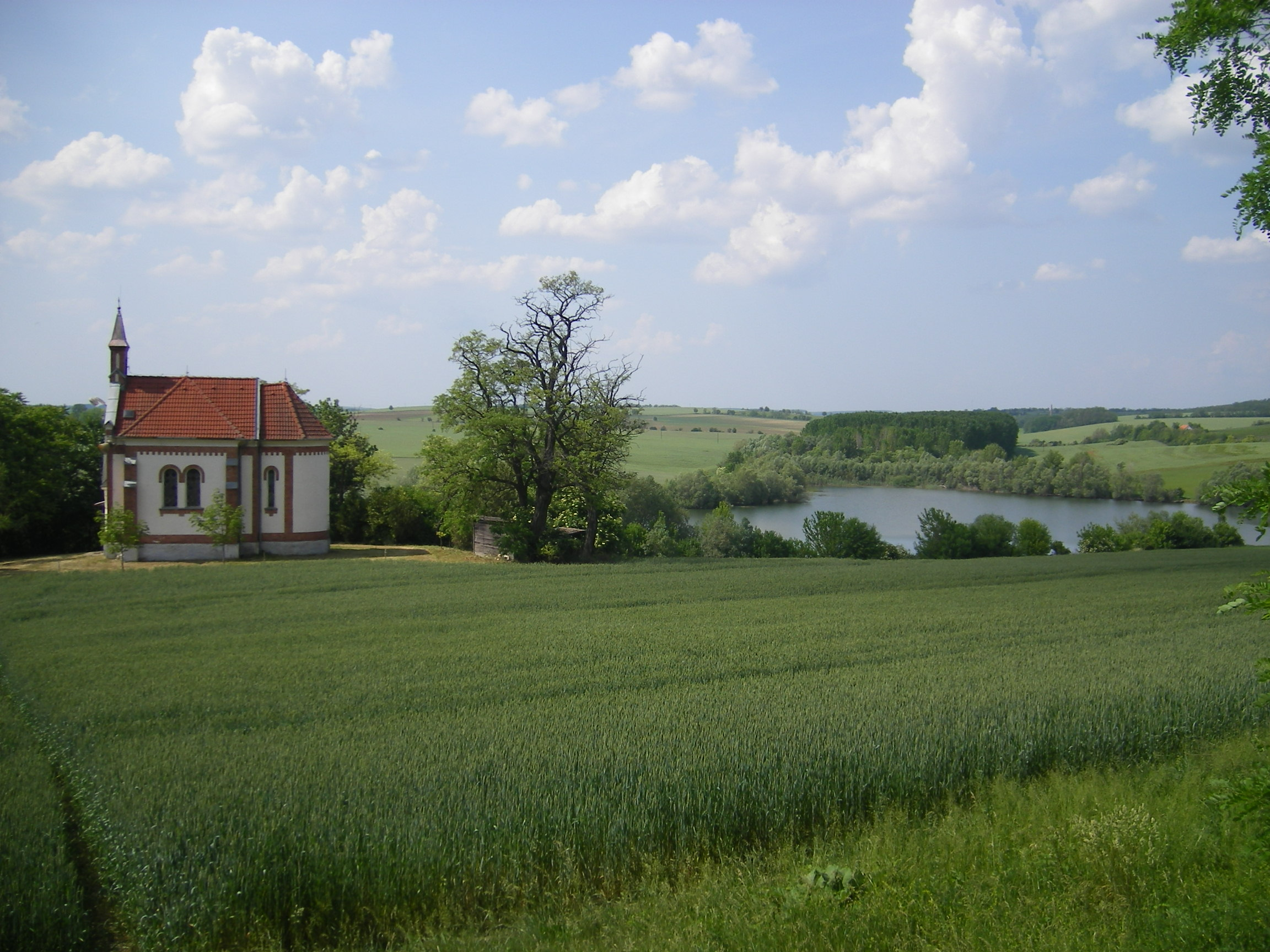
Ciglédi tájkép
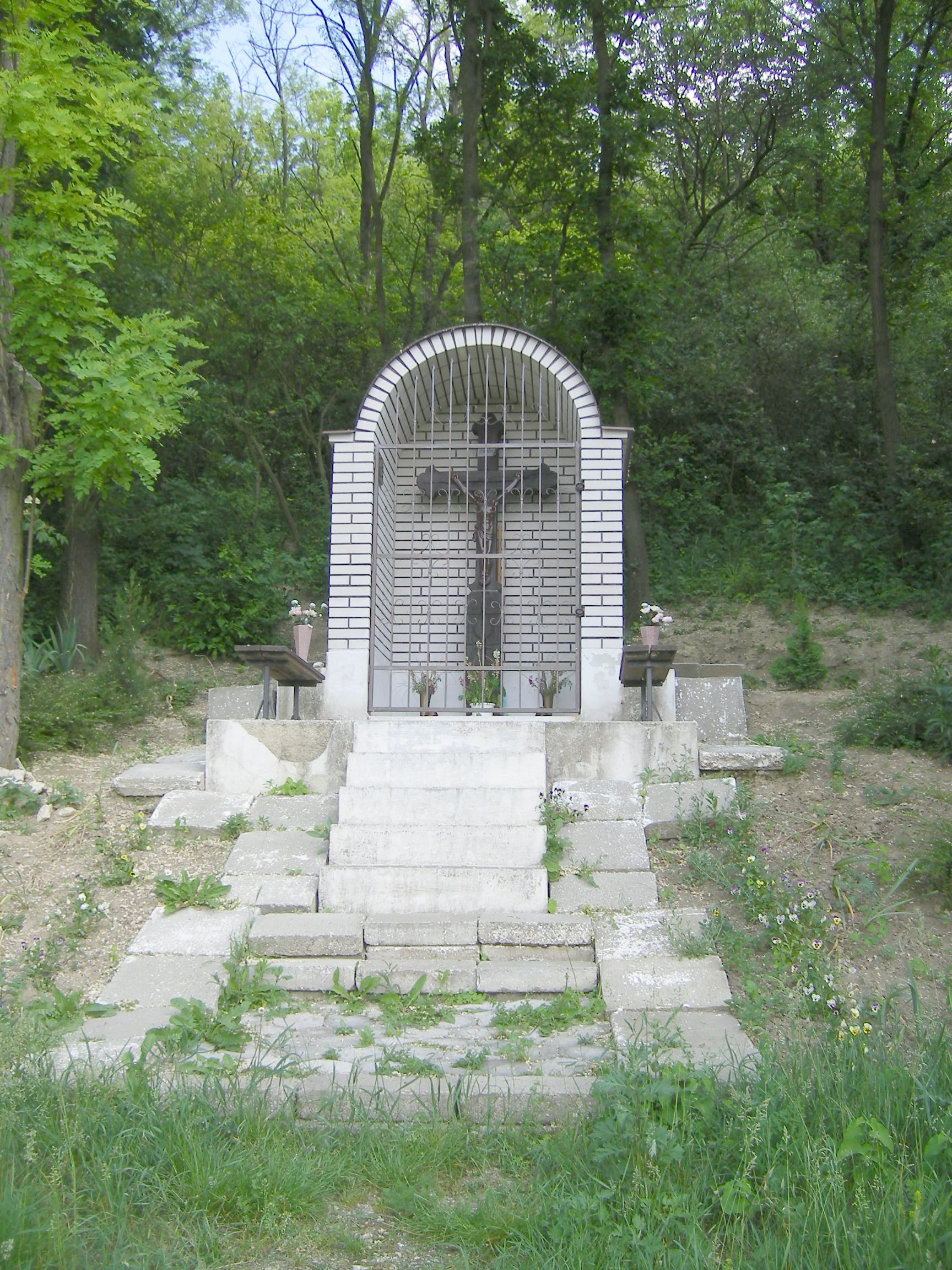
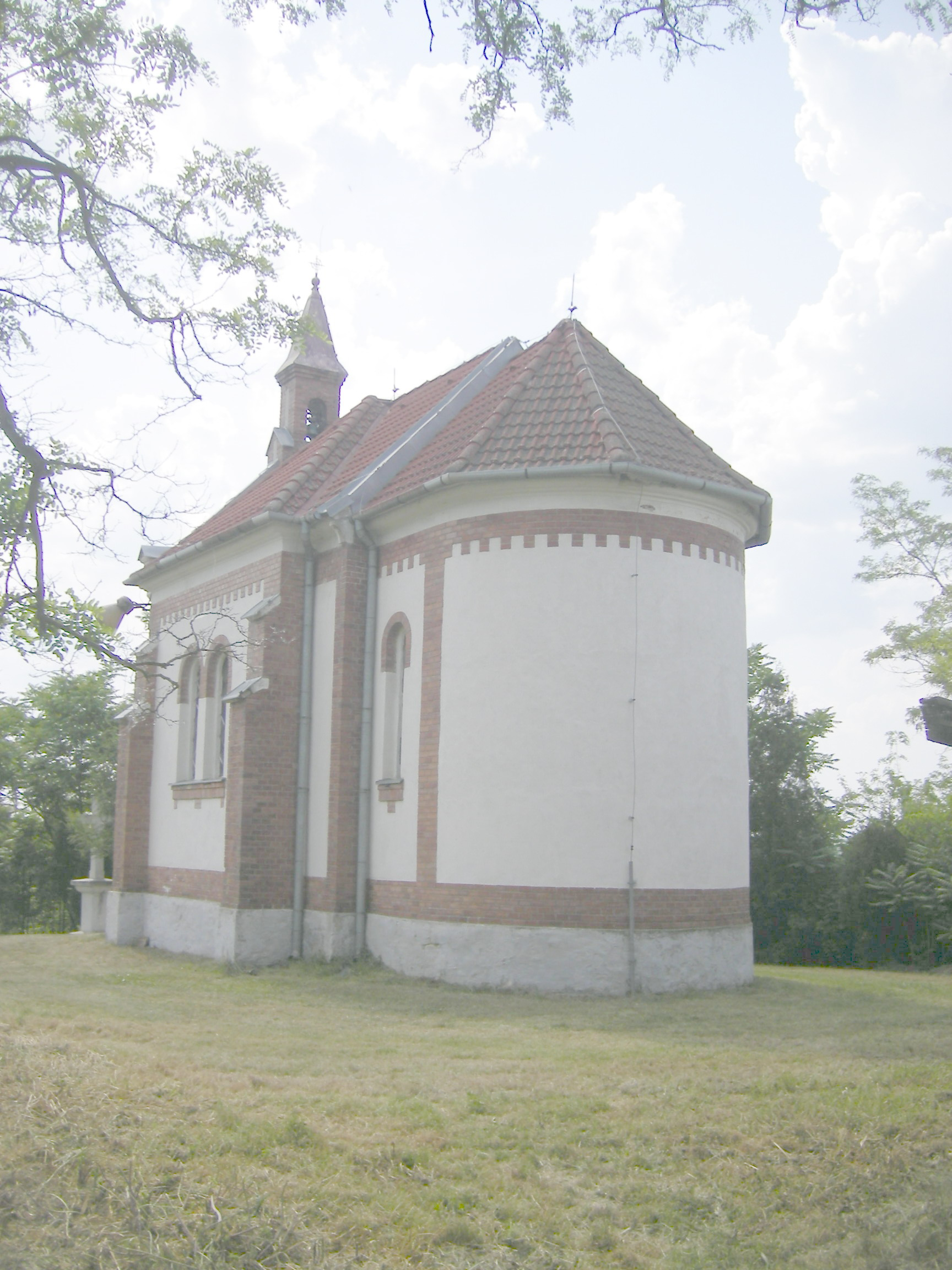
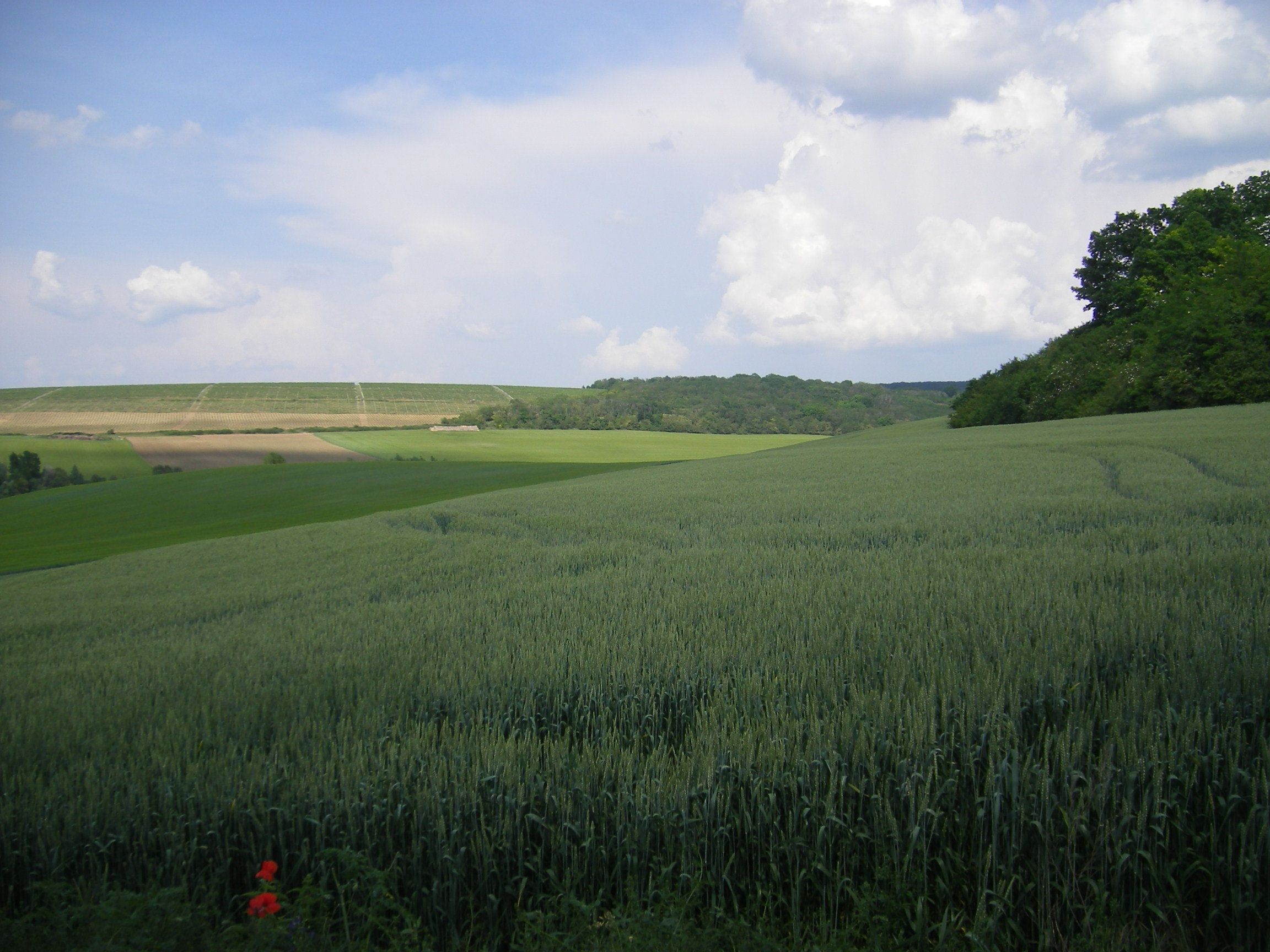
Tájkép Cigléden

## Külső hivatkozások
- Községinfó
- A ciglédi kápolna
- Interjú a polgármesterrel
- Szakrális kisemlékek és szerepük egy faluközösség életében (Kürt példája)
- Majer István Emléktúra - Kerékpáros emléktúra a helyi cserkészcsapat névadójának tiszteletére